# Miguel Ángel Poduje
Miguel Ángel Poduje Sapiaín (5 de enero de 1948 - 11 de septiembre de 2011) fue un abogado, académico, consultor, político y empresario chileno. Colaboró activamente en la dictadura militar del general Augusto Pinochet, quien lo llegó a designar ministro de Estado en dos carteras entre 1984 y 1989.
Socio del estudio Poduje y Cía., se especializó en materias tributarias, comerciales, económicas e inmobiliarias.

## Familia y estudios
Fue hijo de Dinko Poduje y de Hilda Sapiaín, realizó sus estudios superiores en la carrera de derecho de la Pontificia Universidad Católica (PUC) de Santiago, entidad de la que egresó en el año 1971.
Se casó con María Teresa Carbone Baudet, con quien tuvo tres hijos: María José, Ignacio y María Magdalena.

## Vida pública

### En el Estado
Ingresó a la dictadura militar como miembro del Comité Asesor Presidencial en el área de legislación, cargo que ocupó entre los años 1979 y 1983. Posteriormente, asesoró al Ministerio Secretaría General de la Presidencia (Segpres) y al Ministerio de Vivienda y Urbanismo (Minvu), cartera esta última en la que se desempeñó como subsecretario entre el 31 de julio de 1983 y el 2 de abril de 1984.
Ese último año, fue nombrado ministro de Estado de la secretaría, cargo en el que permaneció hasta el 21 de octubre de 1988 y donde le tocó encarar los efectos del devastador terremoto que sacudió la zona central del país el 3 de marzo de 1985. En el Minvu, asesorado por un equipo académico de la PUC, negoció las condiciones con el Banco Mundial, para obtener créditos de esa institución que permitieran afrontar el enorme déficit habitacional de la época.
Durante las postrimerías del régimen de Pinochet, entre el 21 de octubre de 1988 y el 5 de abril de 1989, fue titular del Ministerio Secretaría General de Gobierno.

### En el sector privado
A partir de la década de 1990, tras el retorno a la democracia en el país austral, pasó al sector privado, desempeñándose en diversas empresas de los sectores bancario, de las comunicaciones, servicios financieros, seguros y AFPs. De esa labor destacó su paso por el directorio de AFP Provida, entre 1999 y 2006. En el ámbito gremial, actuó como vicepresidente de la Asociación de AFP.
En sus últimos años ejerció como presidente de la Compañía de Seguros Generales Continental, director de CorpGroup International, asesor del directorio de CorpBanca y director de Clínica Indisa. 
En el ámbito académico, presidió la junta directiva de la Universidad Andrés Bello, donde además dictó la cátedra de derecho comercial, entre 2002 y 2011.
Falleció en Santiago víctima de cáncer de pulmón el 11 de septiembre de 2011, a la edad de 63 años.